# Seks za den
Seks za den è un singolo della cantante bulgara Andrea, pubblicato il 1º giugno 2015.

## Descrizione
Il singolo, che ha visto la partecipazione di Fiki, è stato l'ultimo ad essere registrato dalla Payner.

## Video musicale
È stato pubblicato un videoclip sexy e provocatorio dove la cantante gioca con la sua famosa amica/nemica Nikoleta Lozanova.